# Grand Prix Bahrajnu 2013

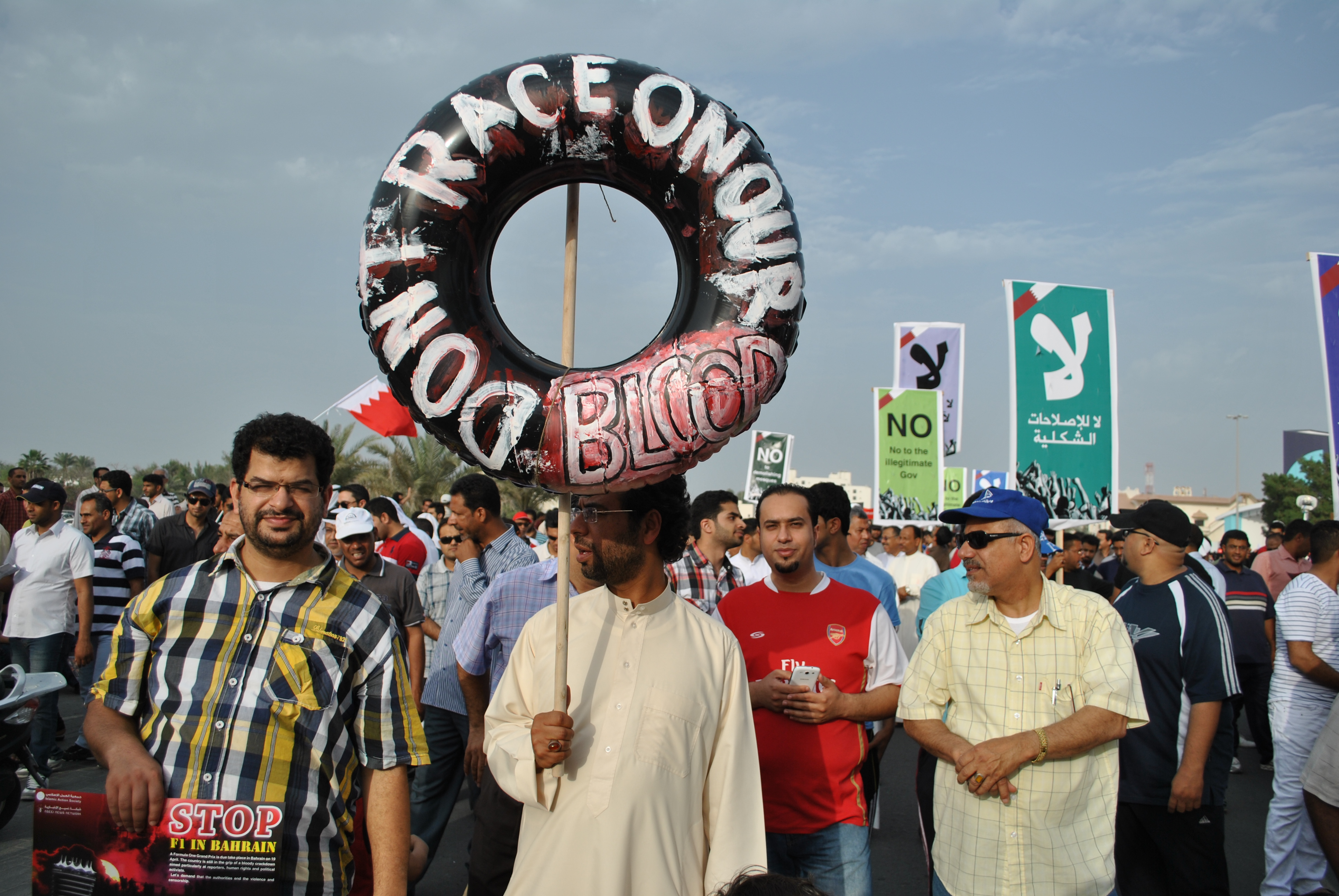
Przeciwnicy organizacji zawodów Formuły 1

Grand Prix Bahrajnu 2013 (oficjalnie 2013 Formula 1 Gulf Air Bahrain Grand Prix) – czwarta runda Mistrzostw Świata Formuły 1 w sezonie 2013.

## Lista startowa
Na niebieskim tle kierowcy biorący udział jedynie w piątkowych treningach
| Nr | Kierowca            | Zespół                        | Samochód          | Silnik               | Opony |
| -- | ------------------- | ----------------------------- | ----------------- | -------------------- | ----- |
| 1  | Sebastian Vettel    | Infiniti Red Bull Racing      | Red Bull RB9      | Renault RS27-2013    | P     |
| 2  | Mark Webber         | Infiniti Red Bull Racing      | Red Bull RB9      | Renault RS27-2013    | P     |
| 3  | Fernando Alonso     | Scuderia Ferrari              | Ferrari F138      | Ferrari 056          | P     |
| 4  | Felipe Massa        | Scuderia Ferrari              | Ferrari F138      | Ferrari 056          | P     |
| 5  | Jenson Button       | Vodafone McLaren Mercedes     | McLaren MP4-28    | Mercedes-Benz FO108F | P     |
| 6  | Sergio Pérez        | Vodafone McLaren Mercedes     | McLaren MP4-28    | Mercedes-Benz FO108F | P     |
| 7  | Kimi Räikkönen      | Lotus F1 Team                 | Lotus E21         | Renault RS27-2013    | P     |
| 8  | Romain Grosjean     | Lotus F1 Team                 | Lotus E21         | Renault RS27-2013    | P     |
| 9  | Nico Rosberg        | Mercedes AMG Petronas F1 Team | Mercedes F1 W04   | Mercedes-Benz FO108F | P     |
| 10 | Lewis Hamilton      | Mercedes AMG Petronas F1 Team | Mercedes F1 W04   | Mercedes-Benz FO108F | P     |
| 11 | Nico Hülkenberg     | Sauber F1 Team                | Sauber C32        | Ferrari 056          | P     |
| 12 | Esteban Gutiérrez   | Sauber F1 Team                | Sauber C32        | Ferrari 056          | P     |
| 14 | Paul di Resta       | Sahara Force India F1 Team    | Force India VJM06 | Mercedes-Benz FO108F | P     |
| 15 | Adrian Sutil        | Sahara Force India F1 Team    | Force India VJM06 | Mercedes-Benz FO108F | P     |
| 16 | Pastor Maldonado    | Williams F1 Team              | Williams FW35     | Renault RS27-2013    | P     |
| 17 | Valtteri Bottas     | Williams F1 Team              | Williams FW35     | Renault RS27-2013    | P     |
| 18 | Jean-Éric Vergne    | Scuderia Toro Rosso           | Toro Rosso STR8   | Ferrari 056          | P     |
| 19 | Daniel Ricciardo    | Scuderia Toro Rosso           | Toro Rosso STR8   | Ferrari 056          | P     |
| 20 | Charles Pic         | Caterham F1 Team              | Caterham CT03     | Renault RS27-2013    | P     |
| 21 | Giedo van der Garde | Caterham F1 Team              | Caterham CT03     | Renault RS27-2013    | P     |
| 21 | Heikki Kovalainen   | Caterham F1 Team              | Caterham CT03     | Renault RS27-2013    | P     |
| 22 | Jules Bianchi       | Marussia F1 Team              | Marussia MR02     | Cosworth CA2013      | P     |
| 22 | Rodolfo González    | Marussia F1 Team              | Marussia MR02     | Cosworth CA2013      | P     |
| 23 | Max Chilton         | Marussia F1 Team              | Marussia MR02     | Cosworth CA2013      | P     |
| Nr | Kierowca            | Zespół                        | Samochód          | Silnik               | Opony |

## Wyniki

### Sesje treningowe
Źródło: Wyprzedź Mnie!
| Sesja | Nr | Kierowca        | Konstruktor   | Czas     | Okr. |
| ----- | -- | --------------- | ------------- | -------- | ---- |
| 1     | 4  | Felipe Massa    | Ferrari       | 1:34,487 | 11   |
| 2     | 7  | Kimi Räikkönen  | Lotus-Renault | 1:34,154 | 31   |
| 3     | 3  | Fernando Alonso | Ferrari       | 1:33,247 | 12   |

### Kwalifikacje
Źródło: Wyprzedź Mnie!
| Poz. | Nr | Kierowca            | Konstruktor          | Q1       | Q2       | Q3       | Poz. s. |
| ---- | -- | ------------------- | -------------------- | -------- | -------- | -------- | ------- |
| 1    | 9  | Nico Rosberg        | Mercedes             | 1:33,364 | 1:32,867 | 1:32,330 | 1       |
| 2    | 1  | Sebastian Vettel    | Red Bull-Renault     | 1:33,327 | 1:32,746 | 1:32,584 | 2       |
| 3    | 3  | Fernando Alonso     | Ferrari              | 1:32,878 | 1:33,316 | 1:32,667 | 3       |
| 4    | 10 | Lewis Hamilton      | Mercedes             | 1:33,498 | 1:33,346 | 1:32,762 | 9       |
| 5    | 2  | Mark Webber         | Red Bull-Renault     | 1:33,966 | 1:33,098 | 1:33,078 | 7       |
| 6    | 4  | Felipe Massa        | Ferrari              | 1:33,780 | 1:33,358 | 1:33,207 | 4       |
| 7    | 14 | Paul di Resta       | Force India-Mercedes | 1:33,762 | 1:33,335 | 1:33,235 | 5       |
| 8    | 15 | Adrian Sutil        | Force India-Mercedes | 1:34,048 | 1:33,378 | 1:33,246 | 6       |
| 9    | 7  | Kimi Räikkönen      | Lotus-Renault        | 1:33,827 | 1:33,146 | 1:33,327 | 8       |
| 10   | 5  | Jenson Button       | McLaren-Mercedes     | 1:34,071 | 1:33,702 | –        | 10      |
| 11   | 8  | Romain Grosjean     | Lotus-Renault        | 1:33,498 | 1:33,762 | –        | 11      |
| 12   | 6  | Sergio Pérez        | McLaren-Mercedes     | 1:34,310 | 1:33,914 | –        | 12      |
| 13   | 19 | Daniel Ricciardo    | Toro Rosso-Ferrari   | 1:34,120 | 1:33,974 | –        | 13      |
| 14   | 11 | Nico Hülkenberg     | Sauber-Ferrari       | 1:34,409 | 1:33,976 | –        | 14      |
| 15   | 17 | Valtteri Bottas     | Williams-Renault     | 1:34,425 | 1:34,105 | –        | 15      |
| 16   | 18 | Jean-Éric Vergne    | Toro Rosso-Ferrari   | 1:34,314 | 1:34,284 | –        | 16      |
| 17   | 16 | Pastor Maldonado    | Williams-Renault     | 1:34,425 | –        | –        | 17      |
| 18   | 12 | Esteban Gutiérrez   | Sauber-Ferrari       | 1:34,730 | –        | –        | 22      |
| 19   | 20 | Charles Pic         | Caterham-Renault     | 1:35,283 | –        | –        | 18      |
| 20   | 22 | Jules Bianchi       | Marussia-Cosworth    | 1:36,178 | –        | –        | 19      |
| 21   | 21 | Giedo van der Garde | Caterham-Renault     | 1:36,304 | –        | –        | 20      |
| 22   | 23 | Max Chilton         | Marussia-Cosworth    | 1:36,476 | –        | –        | 21      |

### Wyścig
Źródło: Wyprzedź Mnie!
| P                 | + / –     | Nr | Kierowca            | Konstruktor          | Okr. | Czas / Strata         | Komentarz |
| ----------------- | --------- | -- | ------------------- | -------------------- | ---- | --------------------- | --------- |
| 1                 | 1         | 1  | Sebastian Vettel    | Red Bull-Renault     | 57   | 1h36m00,498           |           |
| 2                 | 6         | 7  | Kimi Räikkönen      | Lotus-Renault        | 57   | +0:09,111             |           |
| 3                 | 8         | 8  | Romain Grosjean     | Lotus-Renault        | 57   | +0:19,507             |           |
| 4                 | 1         | 14 | Paul di Resta       | Force India-Mercedes | 57   | +0:21,727             |           |
| 5                 | 4         | 10 | Lewis Hamilton      | Mercedes             | 57   | +0:35,230             |           |
| 6                 | 6         | 6  | Sergio Pérez        | McLaren-Mercedes     | 57   | +0:35,998             |           |
| 7                 | Bez zmian | 2  | Mark Webber         | Red Bull-Renault     | 57   | +0:37,244             |           |
| 8                 | 5         | 3  | Fernando Alonso     | Ferrari              | 57   | +0:37,574             |           |
| 9                 | 8         | 9  | Nico Rosberg        | Mercedes             | 57   | +0:41,126             |           |
| 10                | Bez zmian | 5  | Jenson Button       | McLaren-Mercedes     | 57   | +0:46,631             |           |
| 11                | 6         | 16 | Pastor Maldonado    | Williams-Renault     | 57   | +1:06,450             |           |
| 12                | 2         | 11 | Nico Hülkenberg     | Sauber-Ferrari       | 57   | +1:12,933             |           |
| 13                | 7         | 15 | Adrian Sutil        | Force India-Mercedes | 57   | +1:16,719             |           |
| 14                | 1         | 17 | Valtteri Bottas     | Williams-Renault     | 57   | +1:21,511             |           |
| 15                | 11        | 4  | Felipe Massa        | Ferrari              | 57   | +1:26,364             |           |
| 16                | 3         | 19 | Daniel Ricciardo    | Toro Rosso-Ferrari   | 56   | +1 okr.               |           |
| 17                | 1         | 20 | Charles Pic         | Caterham-Renault     | 56   | +1 okr.               |           |
| 18                | 4         | 12 | Esteban Gutiérrez   | Sauber-Ferrari       | 56   | +1 okr.               |           |
| 19                | Bez zmian | 22 | Jules Bianchi       | Marussia-Cosworth    | 56   | +1 okr.               |           |
| 20                | 1         | 23 | Max Chilton         | Marussia-Cosworth    | 56   | +1 okr.               |           |
| 21                | 1         | 21 | Giedo van der Garde | Caterham-Renault     | 55   | +2 okr.               |           |
| Niesklasyfikowani |           |    |                     |                      |      |                       |           |
|                   |           | 18 | Jean-Éric Vergne    | Toro Rosso-Ferrari   | 16   | uszkodzenia z kolizji |           |
| P                 | + / –     | Nr | Kierowca            | Konstruktor          | Okr. | Czas / Strata         | Komentarz |

### Najszybsze okrążenie
Źródło: Wyprzedź Mnie!
| Nr | Kierowca         | Konstruktor | Czas     | Okr. |
| -- | ---------------- | ----------- | -------- | ---- |
| 1  | Sebastian Vettel | Red Bull    | 1:36,961 | 55   |

## Prowadzenie w wyścigu
| Nr                              | Kierowca         | Okrążenia   | Suma |
| ------------------------------- | ---------------- | ----------- | ---- |
| 1                               | Sebastian Vettel | 3-10, 15-57 | 50   |
| 14                              | Paul di Resta    | 10-14       | 3    |
| 9                               | Nico Rosberg     | 1-3         | 2    |
| 7                               | Kimi Räikkönen   | 14-15       | 1    |
| \| Wykres \| \| ------ \| \| \| |                  |             |      |
| Wykres                          |                  |             |      |
|                                 |                  |             |      |

## Klasyfikacja po wyścigu

### Kierowcy
| P  | +/− | Kierowca            | Starty | Punkty | P1 | P2 | P3 | PP | NO | NS |
| -- | --- | ------------------- | ------ | ------ | -- | -- | -- | -- | -- | -- |
| 1  | 0   | Sebastian Vettel    | 4      | 77     | 2  | –  | 1  | 2  | 2  | –  |
| 2  | 0   | Kimi Räikkönen      | 4      | 67     | 1  | 2  | –  | –  | 1  | –  |
| 3  | +1  | Lewis Hamilton      | 4      | 50     | –  | –  | 2  | 1  | –  | –  |
| 4  | −1  | Fernando Alonso     | 4      | 47     | 1  | 1  | –  | –  | –  | 1  |
| 5  | +1  | Mark Webber         | 4      | 32     | –  | 1  | –  | –  | –  | 1  |
| 6  | −1  | Felipe Massa        | 4      | 30     | –  | –  | –  | –  | –  | –  |
| 7  | +2  | Romain Grosjean     | 4      | 26     | –  | –  | 1  | –  | –  | –  |
| 8  | +2  | Paul di Resta       | 4      | 20     | –  | –  | –  | –  | –  | 1  |
| 9  | −2  | Nico Rosberg        | 4      | 14     | –  | –  | –  | 1  | –  | 2  |
| 10 | −2  | Jenson Button       | 4      | 13     | –  | –  | –  | –  | –  | –  |
| 11 | +3  | Sergio Pérez        | 4      | 10     | –  | –  | –  | –  | 1  | –  |
| 12 | −1  | Daniel Ricciardo    | 4      | 6      | –  | –  | –  | –  | –  | 1  |
| 13 | −1  | Adrian Sutil        | 4      | 6      | –  | –  | –  | –  | –  | 2  |
| 14 | −1  | Nico Hülkenberg     | 3      | 5      | –  | –  | –  | –  | –  | –  |
| 15 | 0   | Jean-Éric Vergne    | 4      | 1      | –  | –  | –  | –  | –  | 1  |
| 16 | 0   | Valtteri Bottas     | 4      | 0      | –  | –  | –  | –  | –  | –  |
| 17 | +3  | Pastor Maldonado    | 4      | 0      | –  | –  | –  | –  | –  | 2  |
| 18 | −1  | Esteban Gutiérrez   | 4      | 0      | –  | –  | –  | –  | –  | 1  |
| 19 | −1  | Jules Bianchi       | 4      | 0      | –  | –  | –  | –  | –  | –  |
| 20 | −1  | Charles Pic         | 4      | 0      | –  | –  | –  | –  | –  | –  |
| 21 | 0   | Giedo van der Garde | 4      | 0      | –  | –  | –  | –  | –  | –  |
| 22 | 0   | Max Chilton         | 4      | 0      | –  | –  | –  | –  | –  | –  |
| P  | +/− | Kierowca            | Starty | Punkty | P1 | P2 | P3 | PP | NO | NS |

### Konstruktorzy
| P  | +/− | Konstruktor          | Starty | Punkty | P1 | P2 | P3 | PP | NO | NS |
| -- | --- | -------------------- | ------ | ------ | -- | -- | -- | -- | -- | -- |
| 1  | 0   | Red Bull-Renault     | 8      | 109    | 2  | 1  | 1  | 2  | 2  | 1  |
| 2  | +1  | Lotus-Renault        | 8      | 93     | 1  | 2  | 1  | –  | 1  | –  |
| 3  | −1  | Ferrari              | 8      | 77     | 1  | 1  | –  | –  | –  | 1  |
| 4  | 0   | Mercedes             | 8      | 64     | –  | –  | 2  | 2  | –  | 1  |
| 5  | +1  | Force India-Mercedes | 8      | 26     | –  | –  | –  | –  | –  | 3  |
| 6  | −1  | McLaren-Mercedes     | 8      | 23     | –  | –  | –  | –  | 1  | –  |
| 7  | 0   | Toro Rosso-Ferrari   | 8      | 7      | –  | –  | –  | –  | –  | 2  |
| 8  | 0   | Sauber-Ferrari       | 7      | 5      | –  | –  | –  | –  | –  | 1  |
| 9  | 0   | Williams-Renault     | 8      | 0      | –  | –  | –  | –  | –  | 2  |
| 10 | 0   | Marussia-Cosworth    | 8      | 0      | –  | –  | –  | –  | –  | –  |
| 11 | 0   | Caterham-Renault     | 8      | 0      | –  | –  | –  | –  | –  | –  |
| P  | +/− | Konstruktor          | Starty | Punkty | P1 | P2 | P3 | PP | NO | NS |